# 井上正民
井上 正民（いのうえ まさたみ、文化4年（1807年）- 文政11年3月24日（1828年5月7日））は、江戸時代後期の大名。常陸下妻藩の第9代藩主。遠江浜松藩藩主・井上正甫の次男。子は娘（井上正健正室）。官位は従五位下、遠江守。
幼名は栄五郎。文政2年（1819年）、先代藩主の正廬が死去したため、翌年2月13日に跡を継いだ。文政11年（1828年）3月24日に22歳で死去し、跡を養嗣子の正健が継いだ。法号は威光院殿徳勇日明大居士。墓所は東京都台東区の谷中霊園。

## 系譜
父母
- 井上正甫（実父）
- 井上正廬（養父）

子女
- 墨 ー 井上正健正室

養子
- 井上正健 ー 大久保忠隆[1]の長男